# Roodmus
De roodmus (Carpodacus erythrinus) is een zangvogel uit de familie van de vinkachtigen (Fringillidae) die broedt in het palearctisch gebied. Aan het eind van de 20e eeuw heeft de roodmus zich via Noordoost-Europa naar het zuidwesten uitgebreid en nestelt tot in Nederland en Zwitserland. Het is een trekvogel die overwintert in de zuidelijke delen van Azië, van Iran tot zuidoost China.

## Kenmerken
De roodmus is 13,5 tot 15 cm lang. Het mannetje heeft een rode kop, borst en stuit, verder is de vogel vanboven bruingrijs. Het rood van de borst gaat geleidelijk over in een lichtgrijze buik. Het vrouwtje is onopvallend en lijkt op een vrouwtje huismus of een grauwe gors. Kenmerkend is de forse snavel en een klein, zwart kraaloog en twee beige vleugelstrepen.

### Broedgedrag
De vrouwtjes bouwen een vrij gammel nestje, laag in de struiken of in dichtbegroeide planten.

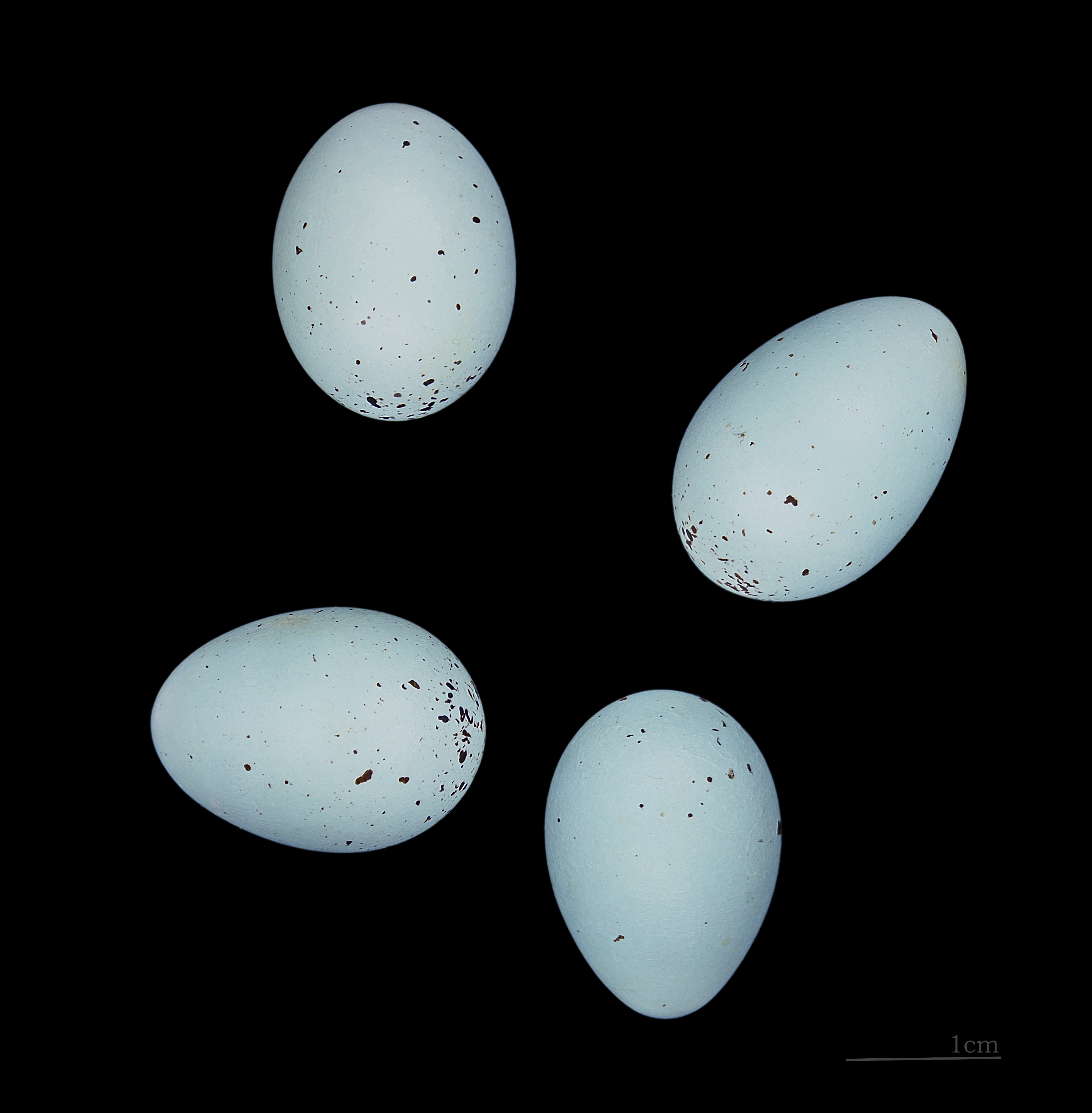
Eieren

## Verspreiding en leefgebied
De roodmus heeft een enorm groot verspreidingsgebied waarbinnen vijf ondersoorten worden onderscheiden:
- C. e. erythrinus (van West-Europa tot in Midden-Siberië)
- C. e. grebnitskii (Oost-Siberië, Noord-Mongolië, Noordoost-China en Korea)
- C. e. kubanensis (Turkije, Kaukasus, Noord-Iran en Turkmenistan)
- C. e. ferghanensis (Oost-Kazachstan tot West-China, westelijke Himalaya, Pakistan en Afghanistan)
- C. e. roseatus (Midden- en oostelijke Himalaya tot in Midden- en Zuid-China)

Hij houdt zich het liefst op in de buurt van water, zoals vochtige weilanden, weelderig begroeide rivierdalen en beken met veel struiken. Ook in parken met verspreide boomgroepen afgewisseld met struikgewas.

### Voorkomen in Nederland
In 1987 broedde de vogel voor het eerst in Nederland (op Schiermonnikoog). Daarna nam het aantal territoria snel toe tot een maximum van bijna 60 in 1992, de meeste op de Waddeneilanden en in de duinen. Daarna namen de aantallen weer af. In 2018-2020 werd het aantal territoria geschat op 10-20.

## Status
Omdat de roodmus een groot verspreidingsgebied heeft, is de kans op de status kwetsbaar (voor uitsterven) uiterst gering. De grootte van de populatie is in 2015 geschat op 60 tot 120 miljoen individuen en dit aantal neemt af. De roodmus staat als niet bedreigd op de Rode Lijst van de IUCN.

## Afbeeldingen

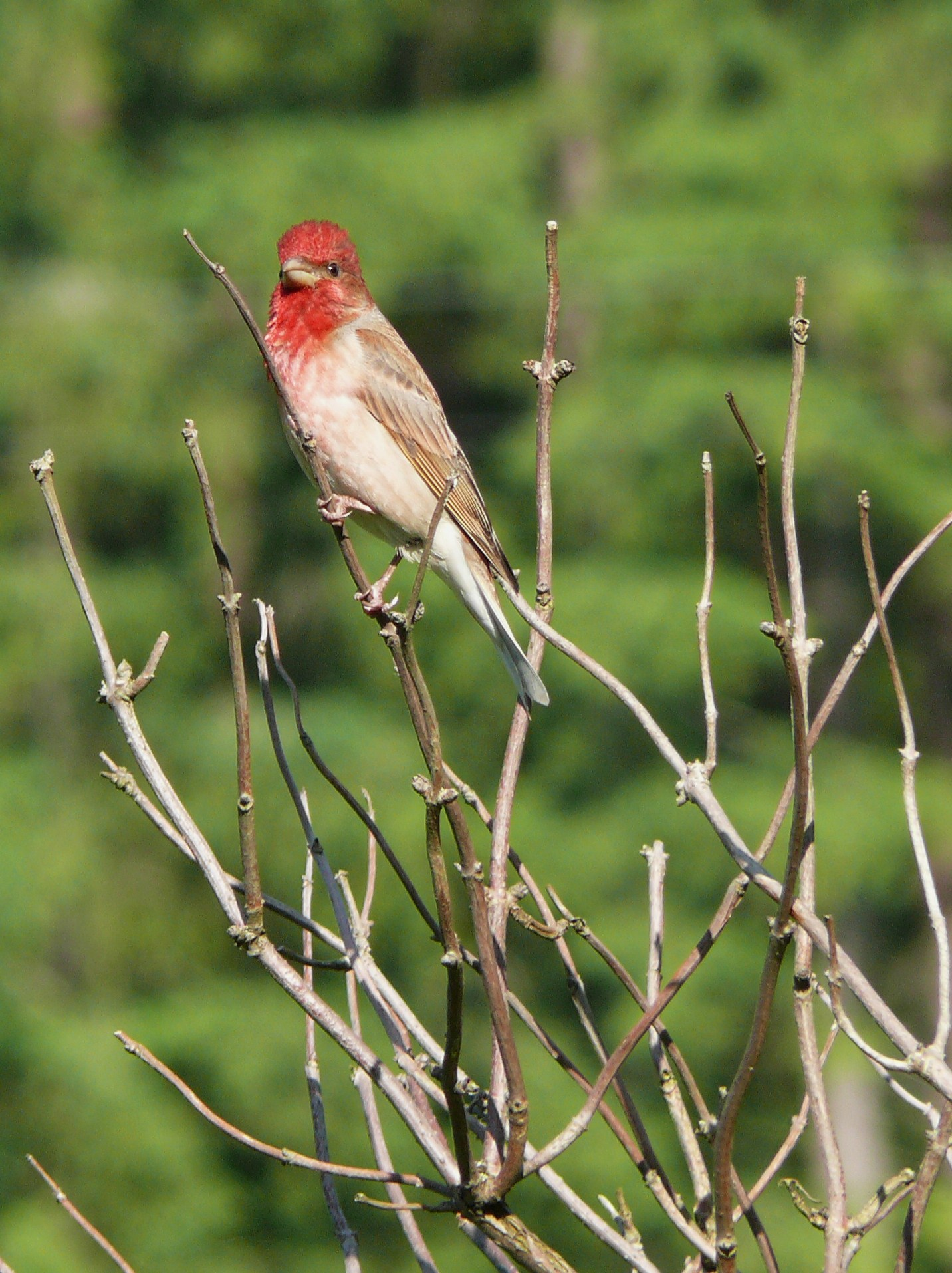
Mannetje
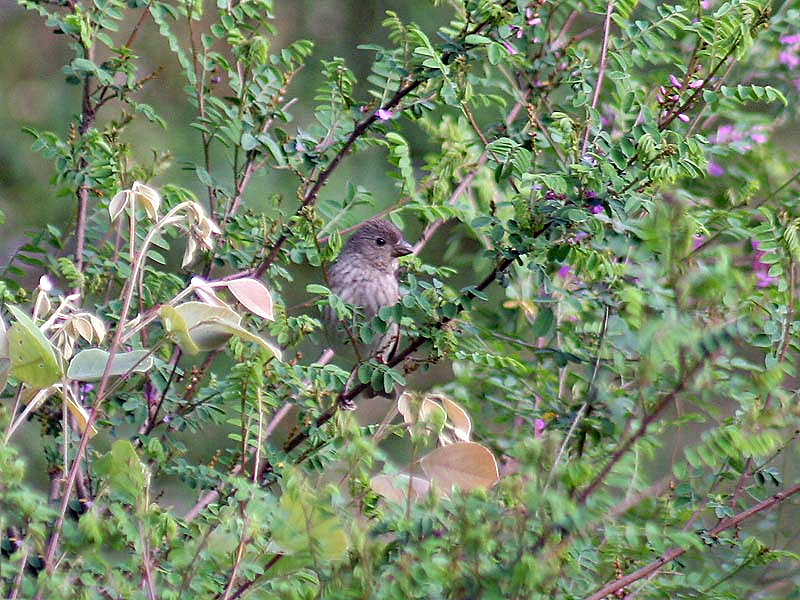
Vrouwtje (Kullu- Manali District, Himachal Pradesh, India)
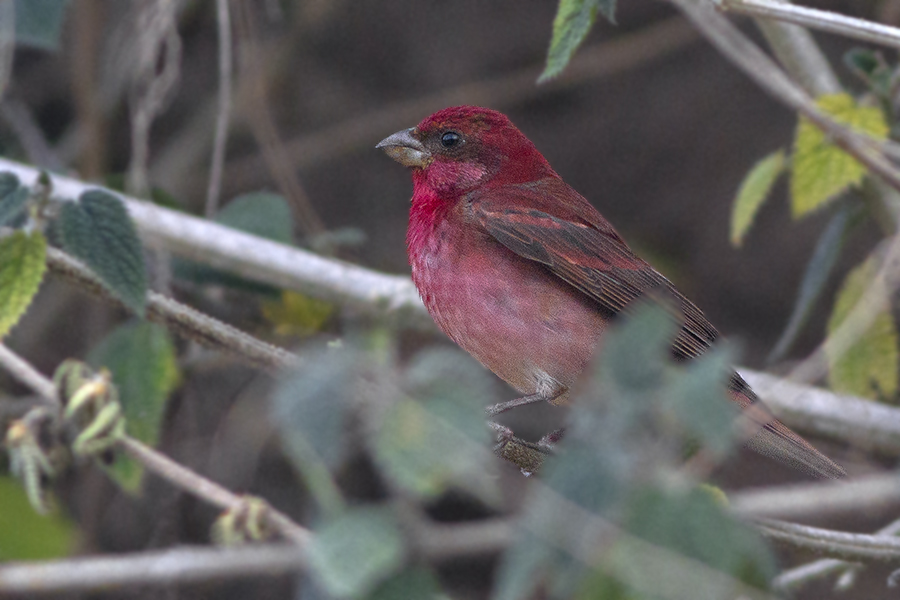
Mannetje in India
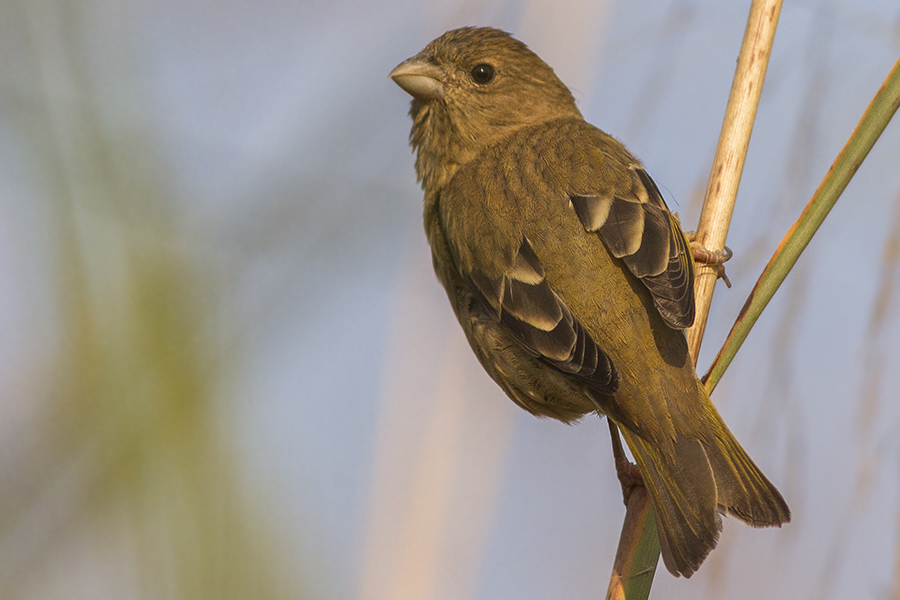
Vrouwtje in India

## Video
- Een roodmus op Texel